# Mantispa confluens
Mantispa confluens is een insect uit de familie van de Mantispidae, die tot de orde netvleugeligen (Neuroptera) behoort. 
Mantispa confluens is voor het eerst wetenschappelijk beschreven door Navás in 1914.